# Rana neba
Espèce
Rana neba est une espèce d'amphibiens de la famille des Ranidae.

## Répartition
Cette espèce est endémique du Japon. Elle se rencontre dans les préfectures de Nagano, d'Aichi et de Shizuoka.

## Description
Les mâles mesurent de 37,7 à 48,3 mm et les femelles de 43,9 à 45,6 mm.

## Étymologie
Son nom d'espèce lui a été donné en référence au lieu de sa découverte, Neba.

## Publication originale
- Ryuzaki, Hasegawa & Kuramoto, 2014 : A new brown frog of the genus Rana from Japan (Anura: Ranidae) revealed by cytological and bioacoustic studies. Alytes, vol. 31, p. 49-58.